# RC Strasbourg (női csapat)
Az Racing Club de Strasbourg Alsace női labdarúgócsapatát 2016-ban alapították. A klub a francia élvonalban szerepel. Hazai mérkőzéseiknek a Stade Jean-Nicolas Muller ad otthont.

## Története
A klub 2011-ben létrehozott női szakosztálya a kezdetekben az U7-es korosztállyal lépett a hazai színtérre, 2016-ban pedig a felnőtt szekció is megalakult. Eleinte a regionális bajnokságban vettek részt, melyet 2019-ben meg is nyertek, és a Francia labdarúgó-szövetség bajnoki átszervezése miatt a harmadosztály helyett a másodosztályban indulhattak a következő idényben.
A 2023–24-es szezonban veretlen hazai szériával és mindössze egyetlen vereséggel jutottak az első osztályba.

## Sikerlista
- Division 2 bajnok (1): 2024

## Játékoskeret
2024. január 1-től
| #  |     | Poszt | Név                 |
| -- | --- | ----- | ------------------- |
| 1  | FRA | K     | Manon Wahl          |
| 16 | FRA | K     | Julie Genty         |
| 2  | USA | V     | Samantha Rosette    |
| 5  | FRA | V     | Kate Nado           |
| 15 | FRA | V     | Clémence Mairot     |
| 18 | FRA | V     | Amanda Chaney       |
| 21 | FRA | V     | Élise Bonet         |
| 23 | FRA | V     | Pauline Dechilly    |
| 26 | FRA | V     | Fanny Hoarau        |
| 3  | FRA | V     | Morgane Duporge     |
| 6  | FRA | V     | Léa Munier          |
| 8  | FRA | V     | Tiphaine Brissonnet |

| #  |     | Poszt | Név                 |
| -- | --- | ----- | ------------------- |
| 10 | FRA | V     | Joséphine Palin     |
| 17 | FRA | V     | Chiara Letscher     |
| 20 | FRA | V     | Mégane Hoeltzel     |
| 22 | FRA | V     | Chloé Neller        |
| 24 | FRA | V     | Odile Baecher       |
| 27 | FRA | V     | Laurine Hannequin   |
| 7  | LIB | V     | Pilar Khoury        |
| 9  | FRA | V     | Marie Perrotte      |
| 11 | HAI | V     | Roseline Éloissaint |
| 14 | FRA | V     | Pauline Haugou      |
| 19 | MAR | V     | Kenza Chapelle      |
| 28 | FRA | V     | Angelina Noël       |

## Korábbi híres játékosok
| - Margaux Brugeron - Océane Closset - Mathilde Dijon - Manon Évrard - Éva Fremaux - Morgane Gaudin - Nathalie Grammont - Leana Issenhuth - Méline Maetz - Laura Magnin-Feysot - Marie-Morgane Sieber - Fanny Nell - Chloé Rochet - Clémence Rondi | - Madeline Roth - Joanna Schwartz - Clara Steinbach - Lisa Steinbach - Chloé Stemmelen - Camille Weislinger - Yvonne Leuko - Latifah Abdu - Wassilah Imlak - Inès Kbida - Camille André - Mafille Woedikou |